# Westerkerk ('s-Gravenzande)
De Westerkerk is een kerkgebouw van de Gereformeerde Gemeenten in de Zuid-Hollandse plaats 's-Gravenzande, gelegen aan Obrechtlaan 21. De kerk is gebouwd in 1983 en verving een ouder kerkgebouw.

## Ontstaansgeschiedenis
Na de Afscheiding van 1834 ontstond in 1837 een afgescheiden gemeente in Naaldwijk. Enkele inwoners van 's-Gravenzande sloten zich hier bij aan en door groei van hun aantal werd op 18 oktober 1867 in 's-Gravenzande een Gereformeerde Gemeente onder het Kruis opgericht. In 1869 fuseerden landelijk de meeste kruisgemeenten met de Christelijke Afgescheiden Gemeenten, waardoor de Christelijk Gereformeerde Kerk ontstond. In 1892 fuseerde dit genootschap ook weer met de Dolerenden, waaruit de Gereformeerde Kerk ontstond. Een klein deel van de Christelijk Gereformeerde Kerken bleef zelfstandig en door onrust binnen de Gereformeerde Kerk van 's-Gravenzande besloot een deel in april 1916 om zich weer bij dit kerkgenootschap aan te sluiten.
Eind 1936 besloten 49 leden zich te onttrekken van de Christelijk Gereformeerde Kerk en sloten zich aan bij de Gereformeerde Gemeenten. De groep was aanvankelijk een afdeling van de Gereformeerde Gemeente van Den Haag en kwam samen in een gebouw aan de Sand-Ambachtstraat. Op 30 juli 1947 werd de afdeling een zelfstandige gemeente.

## Nieuwbouw
Op 18 december 1956 werd een eigen kerkgebouw, een eenvoudige zaalkerk gelegen aan Albert Klingstraat 22, in gebruik genomen. Door groei van de gemeente werd in februari 1978 een bouwcommissie aangesteld om de opties voor nieuwbouw te evalueren. Door de burgerlijke gemeente 's-Gravenzande werd toestemming verleend om in de nieuwe uitbreidingswijk 'Zandevelt' een nieuw kerkgebouw te bouwen. Het nieuwe kerkgebouw werd ontworpen door architect J. Fierloos uit Goes en gebouwd door aannemer Heijbeek uit Zwijndrecht. De totale kosten bedroegen 1,4 miljoen gulden. De eerstesteenlegging vond plaats in april 1983. Op 25 oktober 1983 werd het in gebruik genomen met een preek van ds. M. Golverdingen over de bijbelpassage Efeze 2 vers 20 tot 22.

## Gebouw
Het gebouw, ontworpen in modernistische stijl, telt 365 zitplaatsen. Naast de vierkante kerkzaal bevinden zich in het gebouw een consistorie, een aankomsthal en enkele zalen.
Het orgel werd oorspronkelijk gebouwd in 1911 voor de gereformeerde Barbesteinkerk in Heinkenszand door de Goese orgelbouwer A.S.J. Dekker. In 1966 werd dit orgel verkocht aan de gereformeerde gemeente van 's-Gravenzande en overgeplaatst door orgelbouwer A. Nijsse. Deze orgelbouwer voerde in 1974 ook werkzaamheden uit aan het orgel en verving een register. In 1983 werd het orgel overgeplaats naar de Westerkerk alsook gerenoveerd en uitgebreid door Nijsse.